# Des Walker
Desmond Sinclair "Des" Walker, född 26 november 1965, är en engelsk före detta fotbollsspelare.

## Klubbkarriär

### Nottingham Forest
Des Walker gjorde sin debut för Nottingham Forest under managern Brian Clough i mars 1984. Efter att ha stått på tillväxt under sina första två säsonger slog Walker igenom på allvar säsongen 1985/1986. 1989 var Walker med när Nottingham vann sin första pokal på nio år, när klubben vann i ligacupen efter 3-1 i finalen mot Luton Town. Nottingham lyckades även försvara sin titel året efter då man vann mot Oldham Athletic i finalen.
På nyårsdagen 1992 gjorde Walker sitt enda mål i karriären då han kvitterade till 1-1 i slutminuterna mot Luton Town. Senare samma säsong nådde Nottingham ytterligare en Ligacupfinal som man dock förlorade mot Manchester United.

### Sampdoria
Sommaren 1992 såldes Des Walker till Sampdoria, om då tränades av Sven-Göran Eriksson, för £1,5 miljoner. Efter endast en säsong i Italien så såldes han till Sheffield Wednesday sommaren 1993 för £2,7 miljoner.

### Sheffield Wednesday
Mellan 1993 och 2001 spelade Walker mer än 300 matcher för klubben med två 7:e-placeringar i Premier League som bästa resultat. Säsongen 1999/2000 åkte Sheffield Wednesday ur Premier League och året därpå klarade man sig kvar i Championship med bara fem poängs marginal. Efter den säsongen så lämnade Walker för moderklubben Nottingham.

### Återkomst till Nottingham
5 juli 2002 skrev Walker på ett 1-årskontrakt med Nottingham Forest. Under sin andra sejour i klubben gjorde Walker 60 matcher innan han avslutade sin karriär 2004.

## Internationell karriär
Des Walker gjorde debut för England när han kom in som avbytare för Tony Adams i en match mot Danmark 1988. Till VM 1990 var Walker ordinarie och spelade alla matcher till Englands uttåg i semifinalen mot Västtyskland. Englands sista kvalmatch till VM 1994 mot San Marino blev Walkers sista i landslaget.

## Meriter

### Klubblag
Nottingham Forest
- Engelska Ligacupen: 1989, 1990

### Individuellt
- Årets lag i Premier League: 1989, 1990, 1991, 1992
- Årets spelare i Sheffield Wednesday: 1994